# Guy de Montpellier
Guy (ou Gui) de Montpellier (1160-1208) est le fondateur de l'ordre des Hospitaliers du Saint-Esprit et de la confrérie du Saint-Esprit vers 1180, créés dans le but d'accueillir les enfants abandonnés, les  pauvres et les malades. L'ordre a été reconnu officiellement par le pape Innocent III le 23 avril 1198.
Il est officiellement reconnu bienheureux par « béatification équipollente » le 18 mai 2024, par le pape François.

## Sa famille
Il n’existe pas d’étude historique consacrée à Guy de Montpellier avant le XVII°. Les guerres de religion du XVI° ont détruit une grande partie des documents conservés dans les hôpitaux du Saint Esprit (détruit en 1562, mais il y a aussi eu des destructions à Rome). Les historiens ne savent donc pas exactement qui est Guy et quelle est la date de sa naissance. F Durand-Dol a étudié plusieurs hypothèses, mais elles sont toutes sujettes à caution. Quelle est son identité ? Bourgeois, fils de Guilhem VII ? « Aucun document médiéval contemporain de la fondation de l’ordre et consultable à Montpellier ne précise son identité exacte ni même le désigne par ce nom Guy de Montpellier qu’a retenu la postérité. ».
Selon une de ces hypothèses, Guy de Montpellier serait le quatrième fils de Guilhem VII de Montpellier de la dynastie des Guilhem (Guillaume en langue d'oil), seigneurs de cette ville. Guy semble avoir reçu son éducation chez les Templiers et en sortit relativement jeune. Il serait le frère cadet de Guilhem VIII de Montpellier (1157-1202). Il n’apparaît plus dans aucun acte après le testament de son père.
Après la mort de son père en 1172, exécutant ses dernières volontés, il fonde l'ordre du Saint-Esprit et crée une autre milice que celle du Temple. Cette milice était destinée, dans son esprit, à d'autres combats : la charité, l'accueil, les soins et l'hospitalité universelle.
|  | Armes des seigneurs de Montpellier - d'argent au tourteau de gueules. |

## Originalité de l’œuvre de Guy de Montpellier
Ce personnage laïc n’a jamais été prêtre mais a fondé un ordre religieux. Accordant son ordre sur la structure des Frères de Saint-Jean de Jérusalem, il y ajoute l’observance du vœu d’hospitalité. Ces nouveaux religieux ne suivent précisément ni la règle canoniale de saint Augustin ni la règle monastique de saint Benoît. L’ordre comprend des frères clercs ou laïques, des sœurs et des oblats. En outre, les frères sont accompagnés par une communauté féminine de vie régulière et doivent chaque semaine aller en ville pour chercher dans les rues les malades incapables de se rendre à l’hôpital. Les priorités de Guy sont la pauvreté, l’humilité et la volonté d’adapter la charité aux besoins. Cette volonté de souplesse est très novatrice, d’autres établissements offrant une assistance institutionnelle réglée par la liturgie ou la symbolique plus que par l’observation des besoins. Chaque hôpital du Saint Esprit a un prêtre assurant le soin de l’âme de l’arrivant avant même les soins physiques. Les frères sont aidés par des religieuses et des serviteurs. L’accueil est ouvert à de nombreuses personnes : les enfants abandonnés, les prostituées autour de Pâques, à Rome.
Guy trouve rapidement de nombreux disciples, inspirés par son exemple : une communauté d'hommes et de femmes, laïcs et clercs, est née. L’hôpital se développe (le besoin était donc évident) et Guy part fonder d’autres établissements dès la fin du XII° siècle.

## Les ordres hospitaliers caritatifs auXIIesiècle

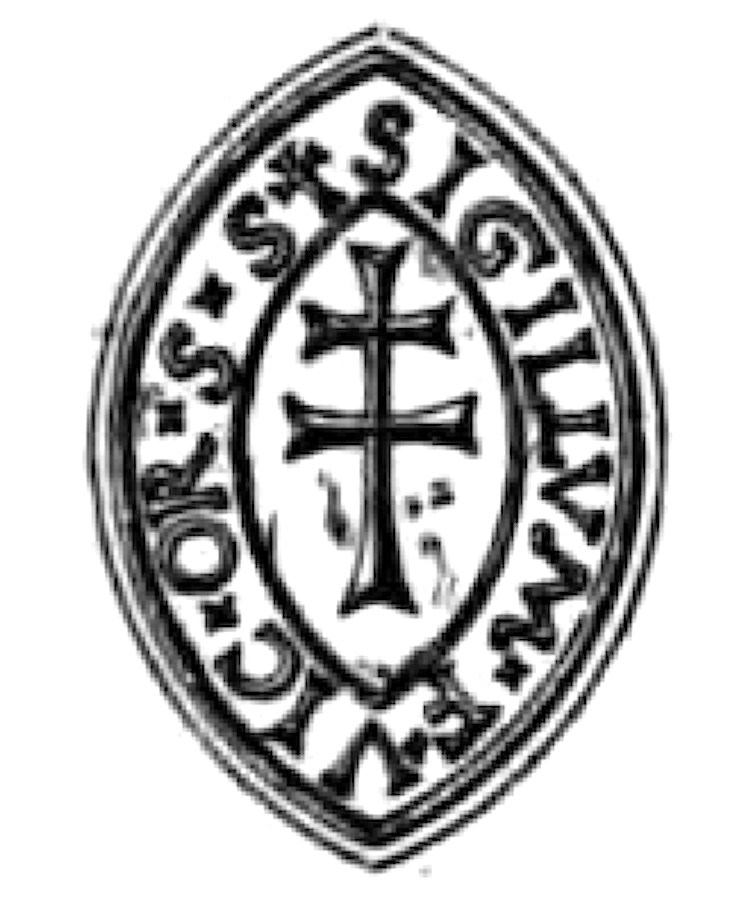
Croix de l'ordre des Hospitaliers du Saint-Esprit (sceau d'un vicaire général de l'ordre ; XVIe siècle).

L’établissement de confraternités et d’ordres religieux destinés à soulager les peines des malades connut, en Europe au XIIe siècle, un important développement (explicable par l'essor démographique de cette période).
Dans ce mouvement, Guilhem V de Montpellier, fonde au milieu du XIIe siècle (C. 1149), l'Ordre des Frères Hospitaliers du Saint-Esprit. Son petit-fils, Guy de Montpellier réactive l'Ordre en ouvrant dans sa ville un hôpital dédié au Saint-Esprit. Cet ordre qui essaime rapidement en France, soumis à la Règle Augustine, est approuvé le 23 avril 1198 par une bulle d'Innocent III.
Les innovations de Guy ont enthousiasmé un pape réformateur. Lothaire de Segni, le futur pape Innocent III (pape 1198-1216), prend connaissance des œuvres de Guy lors de ses études en France et, une fois élu pape, lui apporte son soutien par la bulle Hiis precipue (1198), par laquelle il demande à tous les évêques d'appuyer ses initiatives. Centrée sur Montpellier, cette institution a été confirmée en avril 1198 par Innocent III. La même année, l'hôpital de Montpellier passe sous la juridiction directe du Saint-Siège et le Pape confirme la règle monastique préparée par Guy pour sa communauté qui, outre l'hôpital de Montpellier, compte déjà dix autres lieux similaires dans le sud de la France et deux à Rome. Une autre bulle Cupientes pro plurimis (1201), confie à Guy de Montpellier et à ses compagnons, les religieux du Saint Esprit, l'église Sainte-Marie-en-Saxe à Rome (référence à la schola des Saxons fondée par le roi Ina, aujourd'hui devenue l’église Saint-Esprit-en-Saxe) ainsi que la domus hospitalis, fondée par Innocent III lui-même entre 1198 et 1201.
Le pape conserve l’autorité sur les frères clercs et ne concède à Guy qu’un privilège d’exemption personnel en tant qu’unique maître des deux hôpitaux de Montpellier et de Rome. De façon inhabituelle, le pape a en effet uni au spirituel et au temporel ces maisons, grâce auquel l’hôpital de Montpellier profite des privilèges de celui de Rome auquel il fournit en retour les religieux formés à l’hospitalité.
En 1204, Innocent III fait construire à Rome, un hôpital appelé « Santa Maria de Sassia ». À la demande du pape, Guy de Montpellier est appelé à Rome pour recevoir la charge de cet hôpital, qui devient dès lors le « Santo Spirito de Sassia ». L'exemple donné par le pape est imité dans toute l'Europe. Ainsi, de nombreuses villes auront un hôpital du Saint-Esprit, bien que tous les établissements portant ce nom n’aient pas tous appartenu à l'ordre de Guy de  Montpellier.
En 1208, à la mort de Guy, le pape transfère au recteur de l’hôpital de Rome la qualité de chef et maître de l’Ordre fondé par Guy. Le siège de la maison mère est désormais à Rome. Cette union facilite le transfert à Rome de la maîtrise générale de l’institution qui fut promulgué en juin 1208 avec l’accord des frères de Montpellier. La fondation de Guy devient l’Ordre de l’hôpital du Saint Esprit in Saxia de Rome dont le grand maître jure fidélité au pape. L’hôpital montpelliérain garde autorité sur quelques maisons mais il est progressivement assimilé à une filiale de l’hôpital romain.

## Une charité universelle et totale
L'hôpital du Saint-Esprit est une structure qui accueille et soigne toutes les misères. Cet établissement, le premier construit à Montpellier, était situé à proximité de la porte du Pila Saint Gély et fut détruit en 1562 par les calvinistes durant les Guerres de religion. 
Le but de Guy était de reproduire le divin idéal de la charité universelle par le soulagement de toutes les misères (corps, âme et esprit) dans une approche holistique. Il recueillait les enfants, s'occupait de leur éducation, de l'assistance de toutes les misères et de l'hospitalité aux personnes de toutes conditions. Sa foi en acte était, au-delà de l'aspect purement caritatif d'exercer la charité en faveur du prochain, préconisée comme acte de justice.
C'est lui qui le premier créa le concept de famille d'accueil en expérimentant la création des placements familiaux[réf. nécessaire].

## Guy de Montpellier vu par les historiens
Julien Rouquette et Augustin Villemagne décrivent Guy de Montpellier comme le saint Vincent de Paul montpelliérain du XIIIe siècle, qui inspira les fondateurs des Lazaristes ou des Sœurs de la Charité dont la gloire aurait été éclipsée par les Dominique et les François d'Assise. Ils trouvent entre Guy et Vincent de Paul beaucoup de similitudes, Guy « recueillait les enfants trouvés et soignait les malades, ouvrait des asiles pour le repentir, protégeait la jeune fille et s'occupait de son avenir, établissait même des œuvres de maternité ». Ils regrettent l'oubli dans lequel il est tombé même du fait des habitants de sa ville natale.

## Culte
Le pape Innocent III, dans une lettre aux évêques de France, a désigné Guy de Montpellier  comme un « homme craignant Dieu et dévoué aux œuvres de charité ».
Traditionnellement considéré et vénéré comme bienheureux par les chrétiens, son culte n'est pas reconnu officiellement avant le XXIe siècle. 
Le 18 mai 2024, le pape François reconnaît officiellement le titre de bienheureux du prêtre, par le motu proprio Fide incensus.